# Neolamprologus mustax
Neolamprologus mustax е вид лъчеперка от семейство Цихлиди (Cichlidae).

## Разпространение
Видът е ендемичен за езерото Танганика в Централна Африка.